# Adisura
Adisura là một chi bướm đêm thuộc họ Noctuidae.

## Loài
- Adisura aerugo (Felder và Rogenhofer, 1874)
- Adisura atkinsoni Moore, 1881
- Adisura bella Gaede, 1915
- Adisura litarga (Turner, 1920)
- Adisura marginalis (Walker, 1858)
- Adisura straminea Hampson, 1902